# Dow Milman

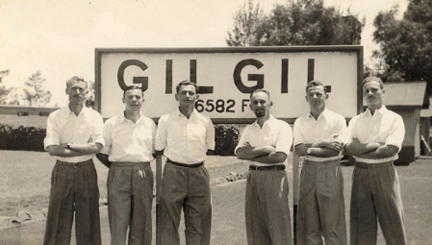
Członkowie Irgunu przetrzymani w obozie w Kenii, od lewej: Arje Mechulal, Re’uwen Rubinstein, Cewi Hadasi, Dow Milman, Szemu’el Tamir i Me’ir Szamgar (późniejszy prezes Sądu Najwyższego)

Dow Milman (hebr.: דב מילמן, ang.: Dov Milman, ur. 16 stycznia 1919 w Rydze, zm. 4 maja 2007) – izraelski polityk, w latach 1969–1974 poseł do Knesetu z listy Gahalu.
W wyborach parlamentarnych w 1969 dostał się po raz pierwszy i jedyny do izraelskiego parlamentu.